# 锑化铋
锑化铋（英語：Bismuth antimonides，Bismuth-antimonys），又称铋锑合金（英語：Bismuth-antimony alloys），化学式为Bi1−xSbx，为锑和铋组成的一系列化学计量比的二元合金。
其中Bi0.9Sb0.1是第一个实验观察到的三维拓扑绝缘体材料，即表面导电而内部绝缘的材料。
不同成分比的BiSb合金在低温下是一种超导体，其同时也具有半导体特性和热电性质。
锑化铋有时也描述为Bi2Sb2（见右表）。

## 合成
锑化铋晶体可通过在惰性气氛或真空条件下熔化锑和铋两种金属得到，并通过区域熔炼来减少杂质，提高纯度。去除杂质对获得锑化铋单晶至关重要，因为杂质氧化会引发多晶生长（非均相成核）。

## 性质

### 拓扑绝缘体
纯铋是一种半金属，即具有窄带隙，使得其具有相对较高的导电性（电导率=7.7×105 S/m ， 20 °C）。当掺入锑后，导带能级下降，价带能级增加。当锑掺杂浓度达到4%时，导带与价带交叉，形成狄拉克点。锑浓度进一步增加会导致能带反转，此时价带能级在特定动量下比导带能级高。在锑浓度介于7%和22%之间时，价带和导带不再交叉，此时Bi1−xSbx变成能带反转绝缘体。在这种情况下，锑的表面态带隙消失，形成表面导电的拓扑绝缘体性质。

### 超导体
Bi1−xSbx具有超导体性质，在厚度为150–1350 Å的Bi0.4Sb0.6薄膜时，临界温度Tc可达到最高的2 K。对于Bi0.935Sb0.065单晶在临界磁场强度Bc = 1.6 T下，临界温度可达4.2 K。

### 半导体
Bi1−xSbx具有半导体性质。在40 K下，Bi1−xSbx的电子迁移率介于4.9×105 cm2/V·s（锑含量Sb%=0 %）和2.4×105 cm2/V·s（Sb%=7.2%）之间。其电子迁移率比常见的硅半导体（1400 cm2/V·s，室温）高得多。
电子有效质量（EEM）是另一个描述半导体性能的参数。对于Bi1−xSbx，x=0.11时，电子有效质量为2×10−3 me，在x=0.06时则为9×10−4 me。其比许多常见的半导体材料电子有效质量要低得多，如Si：1.09 me，300K；Ge：0.55 me；GaAs：0.067 me。Bi1−xSbx低电子有效质量使得其在热光伏领域很很好的运用。

### 热电效应
Bi1−xSbx被用于许多热电设备的n型半导体极。热电效率用系数zT = σS2T/λ描述，其中S 为塞贝克系数, λ 为热导率, σ为电导率。zT描述的是热电提供的能量与设备吸收的热量之比。在80 K下，Bi1−xSbx在x=0.15时达到最大的6.5×10−3 K−1。对于Bi0.9Sb0.1，塞贝克系数S更是达到了−140 μV/K，远低于纯铋的−50 μV/K。